# 日峰宗舜
日峰宗舜（にっぽうそうしゅん、応安元年/正平23年（1368年）- 文安5年1月26日（1448年3月1日））は、南北朝時代から室町時代中期にかけての臨済宗の僧。俗姓は藤原氏。京都の出身。諡号は禅源大済禅師。
15歳の時天龍寺で出家・得度し、その後は諸国をめぐり摂津国海清寺の無因宗因に師事して参禅した。無因の没後は、尾張国に赴き1415年（応永22年）犬山の瑞泉寺を開創した。1429年（永享元年）当時荒廃していた妙心寺に請われて入寺し、養源院などを建てて妙心寺の復興に尽力した。1447年（文安4年）勅命により大徳寺の住持となったが、翌1448年（文安5年）妙心寺養源院で没した。